# Адельгунда Баварская
Принцесса Адельгунда Баварская (полное имя: Адельгунда Мария Тереза Августа, нем. Adelgunde Marie Auguste Therese von Bayern, 17 октября 1870, Линдау — 4 января 1958, Зигмаринген) — баварская принцесса из династии Виттельсбахов, дочь короля Баварии Людвига III и Марии Терезии Австрийской, супруга принца Вильгельма Гогенцоллерна.

## Биография
Адельгунда родилась 17 октября 1870 года в Линдау. Она была старшей дочерью и вторым ребёнком баварского короля Людвига III и его супруги Марии Терезии Австрийской. Имела старшего на год брата Рупрехта. В следующие двадцать лет в семье появилось ещё одиннадцать детей.
В возрасте 44 лет вышла замуж за 50-летнего принца Вильгельма Гогенцоллерна. Жених был вдовцом и имел от первого брака троих взрослых детей. Свадьба состоялась 20 января 1915 года в Мюнхене. Детей у супругов не было.
Вильгельм ушел из жизни осенью 1927 в Зигмарингене. После его смерти Адельгунда заинтересовалась ботаникой, музыкой и литературой. Выполняла многочисленные социальные обязанности.
Умерла в возрасте 87 лет в Зигмаринене.
Именем принцессы назван астероид (647) Адельгунда, открытый в 1907 году.